# CASIOPEA VS THE SQUARE LIVE
『CASIOPEA VS THE SQUARE LIVE』（カシオペア・ヴァーサス・ザ・スクェア・ライブ）は、日本のフュージョンバンド、CASIOPEAとTHE SQUARE（T-SQUARE）のライブ・アルバム。2003年11月21日に東京厚生年金会館で行われたジョイント・ライブを収録しており、2004年にヴィレッジ・レコード、2009年にソニー・ミュージックアーティスツより発売された。同年3月には『CASIOPEA VS THE SQUARE THE LIVE!!』としてDVDの映像作品がジェネオンエンタテインメントより発売されているが、収録日はCD版と異なる（2003年11月22日）。

## 概要
T-SQUAREとCASIOPEAは日本を代表する2大フュージョンバンドと称されており、T-SQUAREはデビュー25周年、CASIOPEAも24周年という節目の共演となった。
CD版では、CASIOPEAとTHE SQUAREが共演している音源のみを収録している。
神保彰と則竹裕之はこのライブをきっかけにツインドラムユニットSynchronized DNAを結成。

## 参加ミュージシャン
CASIOPEA
野呂一生 - ギター
向谷実 - キーボード
鳴瀬喜博 - ベース
THE SQUARE
安藤正容 - ギター
伊東たけし - ウインドシンセサイザー、サクソフォーン
和泉宏隆 - ピアノフォルテ
須藤満 - ベース
則竹裕之 - ドラム
サポートメンバー
神保彰 - ドラム
河野啓三 - キーボード
註：

## 収録曲

### オープニング
1. OMENS OF LOVE
2. LOOKING UP

### THE SQUARE
1. CONTROL
2. 風の少年
3. EUROSTAR -run into the light-
4. Breeze and You
5. Cape Light
6. Prime
7. TAKARAJIMA

### CASIOPEA
1. Eyes of the Mind
2. Tokimeki
3. Freak Jack
4. Tropicool
5. It's Not Only One Time
6. Sprinter
7. Rare One In N.Y.
8. Trance Evolution

### CASIOPEA vs THE SQUARE

#### ギターバトル
安藤正容と野呂一生によるアコースティックギターデュオ
1. Kapiolani
2. Justice

#### キーボードバトル
1. Once in a Blue Moon
2. Midnight Circle

#### ドラムバトル
1. 勇者
2. Mid Manhattan

#### ベースバトル
1. Eccentric Games
2. Nab That Chap!!

#### バンドバトル
1. Japanese Soul Brothers（THE SQUARE）
2. Fight Man（CASIOPEA）

### アンコール
両バンドの楽曲を共演。
1. TRUTH（THE SQUARE）
2. ASAYAKE（CASIOPEA）

註：